# 斯丹曼簇
斯丹曼簇（1999年11月24日—），中国大陆流行女歌手，毕业于四川音乐学院流行音乐学院。2019年，斯丹曼簇参加《2019中国好声音》，最終成為那英戰隊冠軍，以及獲得全國總決賽亞軍。2024年，參加《創造營亞洲》。